# Hildebrandt (Familienname)
Hildebrandt ist ein Familienname.

## Verbreitung
Der Name Hildebrandt ist im gesamten deutschsprachigen Raum gebräuchlich, ist jedoch in Nord- und Ostdeutschland (Niedersachsen, Sachsen-Anhalt, Thüringen, Brandenburg, Nordhessen, Schleswig-Holstein, Mecklenburg-Vorpommern) besonders weit verbreitet.
Die Namensvariante Hildebrand trifft man ebenfalls im gesamten deutschsprachigen Raum an. In Deutschland kommt sie jedoch in Hessen und Thüringen besonders häufig vor. Diese beide Varianten, Hildebrand und Hildebrandt, sind auch im südlichen Teil der Deutschschweiz hauptsächlich anzutreffen, während im Norden der Schweiz insbesondere die Variante Hiltebrand verbreitet ist.
Die weniger verbreitete Variante Hildenbrand ist fast nur in Südwestdeutschland (Baden-Württemberg, Südhessen, Westbayern) – dabei insbesondere im Main-Tauber-Kreis – geläufig.

## Varianten
- Hildebrand, Hildebrands
- Hildenbrand, Hildenbrandt
- Hildbrand, Hildbrandt
- Heldebrand
- Helebrant
- Hiltebrand, Hiltebrandt, Hiltebrant
- Hildeprand (Hildeprand, † nach 744, König der Langobarden)

- Hillebrand
- Hillebrandt
- Hillebrant
- Hilbrand
- Hilbrandt

## Herkunft und Bedeutung
Hildebrand ist ein alter germanischer Name, der sich aus den Wörtern hiltja bzw. hild (althochdeutsch bzw. altsächsisch „Kampf“) und brand (althochdeutsch, altsächsisch „Feuerbrand“, doch auch „Schwert“, metonym für „flammendes Schwert“) zusammensetzt. Bekannt wurde der Name durch das frühmittelalterliche althochdeutsche Hildebrandslied, basierend auf einer Handlung aus dem 5. Jahrhundert.
In der Nibelungensage ist Hildebrand, Sohn des Herzogs von Garten, Erzieher und Waffenmeister von Dietrich von Bern. Das eigentliche Hildebrandslied handelt von Hildebrands Rückkehr in die Heimat und dem Zweikampf mit seinem Sohn Hadubrand, der von ihm getötet wird.

## Namensträger

### A
- Adolf Matthias Hildebrandt (1844–1918), deutscher Heraldiker
- Alexandra Hildebrandt (Museumsleiterin) (* 1959), deutsche Museumsdirektorin und Menschenrechtsaktivistin
- Alexandra Hildebrandt (Publizistin) (* 1970), deutsche Publizistin und Managerin
- Alfred Hildebrandt (1870–1949), deutscher Luftfahrtpionier und Schriftsteller
- Andrea Hildebrandt, Psychologin und Professorin
- Andreas Hildebrandt († 1762), Danziger Orgelbauer
- Andreas Hildebrandt (Künstler) (* 1973), deutscher Künstler
- Armin Hildebrandt, deutscher Biologe und ehemaliger Professor für molekulare Zoologie an der Universität Bremen

### B
- Bernd Hildebrandt (Theologe) (1940–2020), deutscher Theologe
- Bernd Hildebrandt (Segler) (* 1947), deutscher Unternehmer und Segler
- Bernd-Uwe Hildebrandt (* 1958), deutscher Sportfunktionär
- Bernhard Hildebrandt (1893–1974), deutscher Verleger
- Bruno Hildebrandt (Schauspieler, 1845) (1845–nach 1902), deutscher Schauspieler und Theaterregisseur
- Bruno Hildebrandt (Schauspieler, 1864) (1864–nach 1910), deutscher Schauspieler und Sänger (Tenor)
- Bruno Hildebrandt (Musiker) (?–1945), deutscher Hornist
- Bruno Schmidt-Hildebrandt (1919–nach 1971), deutscher Sportjournalist

### C
- Carl Ludwig Hildebrandt, auch Christian Ludwig Hildebrandt (um 1720–um 1770), preußischer Baumeister
- Christel Hildebrandt (* 1952), deutsche literarische Übersetzerin
- Cornelia Ellis Hildebrandt (1876–1962), US-amerikanische Malerin

### D
- Dieter Hildebrandt (1927–2013), deutscher Kabarettist, Schauspieler, Autor und Schriftsteller
- Dieter Hildebrandt (Autor) (* 1932), deutscher Autor
- Dietrich Hildebrandt (1944–2015), deutscher Politiker (SDS, KBW, B’90/Die Grünen)
- Doreen Hildebrandt (* 1973), deutsche Politikerin (Die Linke)

### E
- Eckart Hildebrandt (1943–2016), deutscher Sozialwissenschaftler
- Edith Hildebrandt (1909–1987), deutsche Schauspielerin
- Edmund Hildebrandt (1872–1939), deutscher Kunsthistoriker
- Eduard Hildebrandt (1817–1868), deutscher Maler und Aquarellist
- Edy Hildebrandt (1920–2014), deutsch-luxemburgischer Hörfunkmoderator
- Elske Hildebrandt (* 1974), deutsche Politikerin (SPD)
- Erik Hildebrandt (1886–1933), deutscher Landrat
- Ernst-Albrecht Hildebrandt (1895–1970), deutscher SS- und Polizeiführer und Polizeipräsident

### F
- Frank-Rüdiger Hildebrandt (* 1941), deutscher Architekt, Maler und Hochschullehrer
- Franz Hildebrandt (1909–1985), deutscher evangelischer Pastor und Theologe
- Franz-Reinhold Hildebrandt (1906–1991), deutscher evangelischer Pastor und Theologe
- Fred H. Hildebrandt (1874–1956), US-amerikanischer Politiker
- Friedhelm Hildebrandt (* 1957), deutsch-US-amerikanischer Mediziner
- Friedrich Hildebrandt (Mediziner) (1764–1816), deutscher Arzt, Chemiker und Physiker
- Friedrich Hildebrandt (Politiker) (1898–1948), deutscher Politiker (NSDAP) und SS-Obergruppenführer
- Fritz Hildebrandt (Maler, 1819) (1819–1885), deutscher Maler
- Fritz Hildebrandt (Maler, 1878) (1878–1970), deutscher Maler
- Fritz Hildebrandt (Mediziner) (1887–1961), deutscher Pharmakologe

### G
- Georg Friedrich Hildebrandt (1764–1816), deutscher Mediziner und Hochschullehrer
- Georg Martin Hildebrandt (1811–1877), deutscher Jurist und Politiker
- Georg Hildebrandt (General) (1854–1915), deutscher Generalleutnant
- Gerd Hildebrandt (1923–2017), deutscher Forstwissenschaftler
- Gertrude Hildebrandt-Eggert, deutsche Übersetzerin
- Goetz Hildebrandt (* 1941), deutscher Lebensmittelhygieniker und Hochschullehrer
- Gregor Hildebrandt (* 1974), deutscher Künstler
- Gudrun Hildebrandt (Tänzerin) (1892–1967), deutsche Tänzerin und Schauspielerin
- Gudrun Hildebrandt (Kostümbildnerin) (1922/23-2018), deutsche Kostümbildnerin
- Gunther Hildebrandt (1924–1999), deutscher Physiologe und Hochschullehrer
- Gunther Hildebrandt (Historiker) (* 1936), deutscher Historiker

### H
- Hans Hildebrandt (Kunsthistoriker) (1878–1957), deutscher Kunsthistoriker
- Hans-Georg Hildebrandt (1896–1967), deutscher Generalleutnant
- Hans Joachim Hildebrandt (Regisseur) (1929–2020), deutscher Regisseur
- Hans-Joachim Hildebrandt (Mediziner) (1930–2023), deutscher Generalarzt der Luftwaffe
- Hans-Jörg Hildebrandt (* 1961), deutscher Fußballspieler
- Heinz Hildebrandt (1921–2003), deutscher Politiker (FDP)
- Helmut Hildebrandt (1931–2010), deutscher Politiker (SPD)
- Helmut Hildebrandt (Geograph) (1936–2022), deutscher Kulturgeograph und Hochschullehrer
- Herbert Hildebrandt (1935–2019), Kirchenmusiker
- Hermann Hildebrandt (1910–1982), deutscher Dirigent
- Horst Hildebrandt (1919–1989), deutscher Generalleutnant
- Howard Logan Hildebrandt (1872–1958), US-amerikanischer Maler
- Hugo Hildebrandt (Mediziner) (1833–1882), deutscher Gynäkologe
- Hugo Hildebrandt (Ornithologe) (1866–1946), deutscher Forstverwaltungsbeamter und Ornithologe

### I
- Ina Hildebrandt, geb. Menzel (* 1978), deutsche Biathletin; siehe Ina Menzel
- Irma Hildebrandt (1935–2022), schweizerisch-deutsche Journalistin und Autorin

### J
- Johann Andreas Karl Hildebrandt (1763–1846), deutscher Schriftsteller
- Johann Gottfried Hildebrandt (1724–1775), deutscher Orgelbauer
- Johann Lucas von Hildebrandt (1668–1745), österreichischer Baumeister
- Johann Maria Hildebrandt (1847–1881), deutscher Botaniker und Forschungsreisender
- Johannes K. Hildebrandt (* 1968), deutscher Komponist
- Jonas Hildebrandt (* 1996), deutscher Fußballspieler
- Jörg Hildebrandt (* 1939), deutscher Verlagslektor, Anthologist und Hörfunkjournalist
- Judith Hildebrandt (* 1977), deutsche Schauspielerin, Sängerin und Moderatorin
- Jürgen Hildebrandt (* 1950), deutscher Fußballspieler

### K
- Karl Hildebrandt (General) (1856–1929), preußischer Generalleutnant
- Karl Gottlieb Hildebrandt (1858–1925), deutscher Physiker, Schuldirektor und Hochschullehrer
- Karl Wilhelm Heinrich Hildebrandt (1796–1861), deutscher Pastor und Schriftsteller
- Kurt Hildebrandt (1881–1966), deutscher Philosoph und Hochschullehrer

### L
- Lily Hildebrandt (1887–1974), deutsche Künstlerin
- Ludwig H. Hildebrandt, (* 1957) deutscher Geologe und Heimatforscher

### M
- Manfred Hildebrandt (Filmregisseur) (um 1940–nach 1987), deutscher Kameramann und Filmregisseur
- Manfred Hildebrandt (Fußballspieler) (* 1953), deutscher Fußballspieler
- Markus Hildebrandt (* 1974), deutscher Tischtennisspieler
- Martha Hildebrandt (1925–2022), peruanische Linguistin und Politikerin der fujimoristischen Partei Fuerza Popular
- Martin Hildebrandt (Publizist) (1854–1925), deutscher Publizist
- Martin Hildebrandt (* 1943), deutscher Politiker (FDP)
- Maximilian Hildebrandt (* 1989), deutscher Schauspieler
- Michael Hildebrandt (* 1986), deutscher Regisseur, Drehbuchautor und Webvideo-Produzent
- Michaela Hildebrandt (* 1963), deutsche Eishockeyspielerin und -trainerin

### N
- Nora Hildebrandt (1857–1899), US-amerikanische Performerin

### O
- Otto Hildebrandt (1924–2015), deutscher Bergmann und Schriftsteller

### P
- Paul Hildebrandt (Pädagoge) (1870–1948), deutscher Altphilologe und Pädagoge
- Paul Hildebrandt (Politiker) (1889–1948), deutscher Politiker (SPD/SED)
- Peter Hildebrandt (* 1955), deutscher Chemiker und Hochschullehrer
- Peter Oskar Hildebrandt (1902–1937), deutscher Journalist und Kommunalpolitiker (NSDAP)
- Petra Hildebrandt (* 1972), deutsche Politikerin (SPD)

### R
- Rainer Hildebrandt (1914–2004), deutscher Historiker und Publizist
- Regine Hildebrandt (1941–2001), deutsche Biologin, Politikerin (SPD) und Landesministerin
- Reiner Hildebrandt (1933–2025), deutscher Sprach- und Literaturwissenschaftler
- Richard Hildebrandt (Offizier) (1843–1911), deutscher Marineoffizier und Forschungsreisender
- Richard Hildebrandt (1897–1951), deutscher General der Waffen-SS und Politiker
- Rosa von der Osten-Hildebrandt (1850–1911), königlich sächsische Hofschauspielerin
- Rudolf Hildebrandt (1909–?), deutscher Dichter

### S
- Sabine Hildebrandt-Woeckel (* 1959), deutsche Journalistin und Buchautorin
- Sarah Hildebrandt (* 1993), US-amerikanische Ringerin
- Silke Hildebrandt (1970–2025), deutsche Autorin, Hörspiel- und Featureregisseurin
- Stefan Hildebrandt (1936–2015), deutscher Mathematiker

### T
- Theodor Hildebrandt (1804–1874), deutscher Maler
- Theophil Henry Hildebrandt (1888–1980), US-amerikanischer Mathematiker
- Thomas Hildebrandt (* 1943), deutscher Veterinär und Reproduktionsmediziner
- Tim Hildebrandt (1939–2006), amerikanischer Zeichner und Illustrator
- Tina Hildebrandt (* 1970), deutsche Reporterin

### U
- Ulrich Hildebrandt (1870–1940), deutscher Kirchenmusiker
- Ulrich Hildebrandt (Mediziner) (* 1949), deutscher Arzt

### V
- Volker Hildebrandt (* 1953), deutscher Medienkünstler

### W
- Walter Hildebrandt (Politiker) (1892–1966), deutscher Politiker (GB/BHE)
- Walter Hildebrandt (Soziologe) (1912–2007), deutscher Soziologe
- Walter Hildebrandt-Von Graefe (* 1934), deutscher Theologe
- Wolf Hildebrandt (1906–1999), deutscher Künstler

### Z
- Zacharias Hildebrandt (1688–1757), deutscher Orgelbauer